# Baulny
Baulny ist eine französische Gemeinde mit 20 Einwohnern (Stand: 1. Januar 2022) im Département Meuse in der Region Grand Est (vor 2016: Lothringen). Die Gemeinde gehört zum Arrondissement Verdun, zum Kanton Clermont-en-Argonne und zum Gemeindeverband Argonne-Meuse.

## Geographie
Baulny liegt etwa 37 Kilometer nordwestlich von Verdun. Das Gemeindegebiet wird vom Fluss Aire durchquert, in den hier die Buante einmündet.
Umgeben wird Baulny von den Nachbargemeinden Exermont im Norden, Épinonville im Osten, Charpentry im Südosten und Süden, Montblainville im Süden sowie Apremont im Westen und Nordwesten.

## Geschichte
Zwischen 1972 und 1985 war Charpentry Teil der Gemeinde von Baulny.

## Bevölkerungsentwicklung
| Jahr                       | 1962 | 1968 | 1975 | 1982 | 1990 | 1999 | 2006 | 2011 | 2019 |
| Einwohner                  | 30   | 30   | 82   | 73   | 29   | 22   | 14   | 16   | 18   |
| Quellen: Cassini und INSEE |      |      |      |      |      |      |      |      |      |

## Sehenswürdigkeiten
- Kirche Saint-Quentin